# マンガ家 夜食研究所
『マンガ家 夜食研究所』（マンガか やしょくけんきゅうじょ）は、村田雄介のエッセイグルメ漫画作品。『モーニング（講談社）にて2016年31号から49号まで連載され、ウェブコミック配信サイト『モアイ』でも2016年6月から11月まで並行連載された。
『ワンパンマン』の連載に追われている日々を送りながらも、数々の漫画作品を手掛けて世に送り、あまりにも多くを語れることのなかった漫画家・村田雄介自身や彼の周囲と関係者、村田家一族の半生と、夜食の調理を題材に描くファミリーヒストリー的自伝漫画。

## 登場人物
村田雄介
職業は漫画家でありながらも、見た目的にはごく平凡な毎日を送っている。いまも集英社と『週刊少年ジャンプ』を愛して崇拝するファンであり、週刊連載雑誌の売れっ子漫画家の一員となっているのだが、今回人生初の講談社での初連載を執り行っている。寂しい青少年時代の貧乏生活や、絵が上手くなるコツを歯を食い縛る思いで上達していったり、傍若無人に振る舞う女傑の祖母との対決と彼女の認知症のせいで村田一家悩みの種となっていくことや、『ワンパンマン』の多忙で過酷な連載に追われている主人公兼ストーリーテラーを務める。家電製品の説明書を読まず、艶々でウェーブの波打った美しい黒髪を持つ日本人の妻にこっぴどく叱られることもある。少年時代に母親が買ってくれた松茸の臭いが実家の畳と同じだと弟と共に評価するエピソードがある。

## 書誌情報
- 村田雄介 『マンガ家 夜食研究所』 講談社〈モーニングKC〉、全1巻
  1. 2016年12月2日発売[1]、ISBN 978-4-06-388691-7